# 荫地蓼
荫地蓼（学名：Polygonum umbrosum），为蓼科蓼属下的一个种。

## 扩展阅读
維基物種上的相關：荫地蓼